# عتبة بن مسعود
أبو عبد الله عتبة بن مسعود بن غافل الهذليّ صحابي وفقيه كان حليفًا لبني زُهرة، وهو أخو عبد الله بن مسعود، هاجر إلى الحبشة الهجرة الثانية مع أخيه عبد اللّه، وقدم المدينة، وشهد أُحدًا وما بعدها من المشاهد كلها، وتوفي في خلافة عمر بن الخطاب، وصلى عليه. بكاه أخوه عبد الله، فقيل له: «أتبكي؟»، فقال: «أخي، وصاحبي مع رسول الله ﷺ».

## نسبه
- عتبة بن مسعود بن غافل بن حبيب بن شمخ بن فار بن مخزوم بن صاهلة بن كاهل بن الحارث بن تميم بن سعد بن هذيل بن مدركة. وأمه أم عبد بنت عبد ود الهذلية.[4]

## سيرته
ولد في مكة، ونشأ مع أخيه عبد الله بن مسعود في مكة. وقد ذكر ابن شهاب الزهري أن عتبة بن مسعود أقدم صحبة من أخيه عبد الله، ولكن عتبة مات قبل أخيه، كما قال الزهري: «ما كان عبد الله بأفقه من عتبة، ولكن عتبة مات سريعًا». أسلم قديمًا قيل أسلم مع أخيه ما يجعله سابع من أسلم من الرجال.

## وفاته
توفي عتبة بن مسعود في المدينة المنورة، وصلى عليه عمر بن الخطاب، ودفن في البقيع.